# Providence (Rhode Island)
Providence é a capital e cidade mais populosa do estado norte-americano de Rhode Island, no condado de Providence. Foi fundada em 1636 por Roger Williams e incorporada em 1832.

## Geografia
De acordo com o Departamento do Censo dos Estados Unidos, a cidade tem uma área de 53,3 km², dos quais 47,7 km² estão cobertos por terra e 5,6 km² (10,6%) por água.

## Demografia
Desde 1900, o crescimento populacional médio, a cada dez anos, é de 1,3%.

### Censo 2020
De acordo com o censo nacional de 2020, a sua população é de 190 934 habitantes e sua densidade populacional é de 4 005,2 hab/km². Seu crescimento populacional na última década foi de 7,2%, acima do crescimento estadual de 4,3%. É a cidade mais populosa do estado e a 133ª mais populosa do país.
Possui 75 257 residências que resulta em uma densidade de 1 578,7 residências/km² e um aumento de 5,2% em relação ao censo anterior. Deste total, 7,5% das unidades habitacionais estão desocupadas. A média de ocupação é de 2,7 pessoas por residência.

### Censo 2010
Segundo o censo nacional de 2010, a sua população era de 178 042 habitantes e sua densidade populacional de 3 734,8 hab/km². Possuía 71 530 residências que resultava em uma densidade de 1 501 residências/km².

## Marcos históricos
O Registro Nacional de Lugares Históricos lista 167 marcos históricos em Providence, dos quais 12 são Marcos Históricos Nacionais. Os primeiros marcos foram designados em 15 de outubro de 1966 e o mais recente em 14 de junho de 2021, o Stedman & Fuller Manufacturing Company Complex.